# Cratere Wu Shujuan
Wu Shujuan è un cratere sulla superficie di Mercurio.